# Asiukle
Asiukle (lit. Asiūklė ) – wieś na Litwie, zamieszkana przez 13 ludzi, w gminie rejonowej Ignalino, 8 km na północ od Kozaczyzny.